# ハートビート (GOING UNDER GROUNDのアルバム)
『ハートビート』は、GOING UNDER GROUNDのアルバム。ビクターエンタテインメントのレーベルHAPPYHOUSEより2003年10月22日発売。

## 概要
メジャー3枚目（通算6枚目）のオリジナルアルバム。CCCD盤の作品であったが、12月17日にDVDオーディオ、2007年12月19日にCD-DA盤で再発売された。前作『ホーム』に続く上田ケンジとの共同プロデュース作品。ジャケットは1・2枚目のアルバムと同じく宮尾和孝が手がけた。
タイトル曲「ハートビート」はシングルカットされ、2004年1月21日に発売された。こちらもCCCDだったためこのアルバムと一緒にCDDA盤が発売された。
本作発売後の2003年11月24日から翌2004年1月17日にかけて本作のリリースツアー「GOING UNDER GROUND tour “every breath”」が全13公演行われた。ツアーファイナルの渋谷公会堂の公演の一部（7曲）の映像が、「ダイアリー」「トワイライト」「ハートビート」のMVと合わせて「every breath」のタイトルで2004年3月24日にDVDとしてビクターエンタテインメントより発売されている。
ボーカルの松本素生は本作について、バンドとしては瞬発力で楽曲制作する段階を過ぎつつあることを踏まえ、「瞬発力」と「計算しながら」の狭間にいるとしたうえで「少なくとも、初期衝動に寄りかかって音楽をやってると向上しねえな、と。それは今回のレコーディングで気付きましたね」と話す一方で、「〈こんな手法で一枚作る〉みたいな〈方法論〉に逃げない」ことを意識して制作したと語っている。

## 収録曲
| #         | タイトル                 | 作詞               | 作曲               | 時間  |
| --------- | ------------------------ | ------------------ | ------------------ | ----- |
| 1.        | 「トワイライト」         | 松本素生           | 松本素生           | 4:52  |
| 2.        | 「リバーズエッジ」       | 松本素生           | 松本素生           | 3:20  |
| 3.        | 「ハートビート」         | 河野丈洋、松本素生 | 河野丈洋           | 4:31  |
| 4.        | 「かいき」               | 河野丈洋           | 河野丈洋           | 3:31  |
| 5.        | 「さえないブルー」       | 松本素生           | 松本素生           | 5:04  |
| 6.        | 「月曜日雨のメロディー」 | 松本素生、中澤寛規 | 松本素生、中澤寛規 | 3:53  |
| 7.        | 「虹ヶ丘」               | 松本素生           | GOING UNDER GROUND | 5:07  |
| 8.        | 「ビターズ」             | 松本素生           | 松本素生           | 5:11  |
| 9.        | 「ダイアリー」           | 松本素生           | 松本素生           | 4:40  |
| 10.       | 「銀河行き」             | 松本素生           | 松本素生           | 5:00  |
| 11.       | 「波」                   | 河野丈洋           | 河野丈洋           | 7:23  |
| 合計時間: | 合計時間:                | 合計時間:          | 合計時間:          | 52:32 |

### 楽曲解説
1. トワイライト
6thシングル。
2. リバーズエッジ
3. ハートビート
7thシングル（本作発売後にリカット）。ベースの石原聡が初めてボイスベースでコーラスに参加している。
MVには蒼井優、西尾季隆（X-GUN）が出演している。
Bank Bandがアルバム『沿志奏逢3』（2010年6月30日発売）でカバーしている[2]。
4. かいき
5. さえないブルー
6. 月曜日雨のメロディー
中澤ボーカル曲。終盤にワンフレーズだけ河野が単独で歌っているパートがある。
7. 虹ヶ丘
作曲を全員で手がけている。
8. ビターズ
9. ダイアリー
5thシングル。
10. 銀河行き
11. 波

## タイアップ
トワイライト
- NHK教育『あしたをつかめ 平成若者仕事図鑑』主題歌（2004年4月5日 - 2012年3月29日）
- 映画『銀のエンゼル』（鈴井貴之監督／2004年12月18日公開）挿入歌
- テレビ東京系『元祖!でぶや』初代エンディングテーマ

ハートビート
- ボーダフォン日本法人のV601NテレビCM（2003年11月末）
- 映画『茜色に焼かれる』（石井裕也監督／2021年5月21日公開）主題歌[3]

さえないブルー
- 映画『銀のエンゼル』（鈴井貴之監督／2004年12月18日公開）主題歌

ダイアリー
- 丸大食品テレビCMアテネ五輪応援ソング（2003年）
- テレビ埼玉『REDS TV GGR』エンディングテーマ

## 関連書籍
- バンドスコア GOING UNDER GROUND ハートビート（シンコーミュージック、2004年2月4日）

## セルフカバー
本作の発売から15年後の2018年にバンドのCDデビュー20周年を記念して、本作をアコースティックアレンジ主体でリアレンジしたセルフカバーアルバム『ハートビート 2018 〜emotionalred〜』をライブ会場及び公式通販サイトにて発売し、同年4月12日にはBillboard Live OSAKAにて同作の発売記念ライブを行った。
セルフカバーは当初、ライブ会場でのグッズ販売を目的とし、弾き語り主体のカバーアルバムとしてメジャー初期の3作品『かよわきエナジー』『ホーム』『ハートビート』の3作の中から曲を選んでの制作を企画していたが、翌年にCDデビュー20周年の節目を迎えるタイミングであったことや、実際に制作に入ると一層アレンジのアイデアが浮かんだこともあり、全曲フルアレンジでの3部作としての制作に変更された。20周年を盛り上げたいという気持ち、また、これら3作のリリース当時にGOING UNDER GROUNDを聴いていたリスナーに向けて「俺ら元気にやってるぜ！」と伝えたい思いもあったという。松本は「過去にする作業というか、〈もういまのお前たちにはこれを作れないよ〉という確認作業でもありました。こういう瑞々しさとかはもう絶対に出ないから、覚悟しろって気持ちで」制作していたと語っている。